# Pilot (bateau)
Le'Pilot est un ancien bateau pilote du port  de San Diego, en Californie. Il est désormais un navire musée faisant partie de la flotte du Musée maritime de San Diego.

## Historique
Il a été lancé en 1914 à San Diego, construit dans le chantier naval local de Manuel Goularte. C'est un navire à moteur diesel en bois de 16 m. Il a été le premier bateau-pilote à moteur à San Diego. Il a été le bateau-pilote officiel de la baie de San Diego pendant 82 ans, avec pas plus de trois jours consécutifs d'arrêt.
Pendant la Seconde Guerre mondiale, l'United States Coast Guard l'a utilisé comme bateau-pilote et patrouilleur. 

## Préservation
Il a été donné au Musée maritime de San Diego en 1996 et a subi une restauration. Pilot organise désormais des visites éducatives de la baie de San Diego et accompagne parfois d'autres navires historiques (notamment le Star of India) dans et hors de la baie.
Il est classé au registre national des lieux historiques depuis 2011.

## Galerie

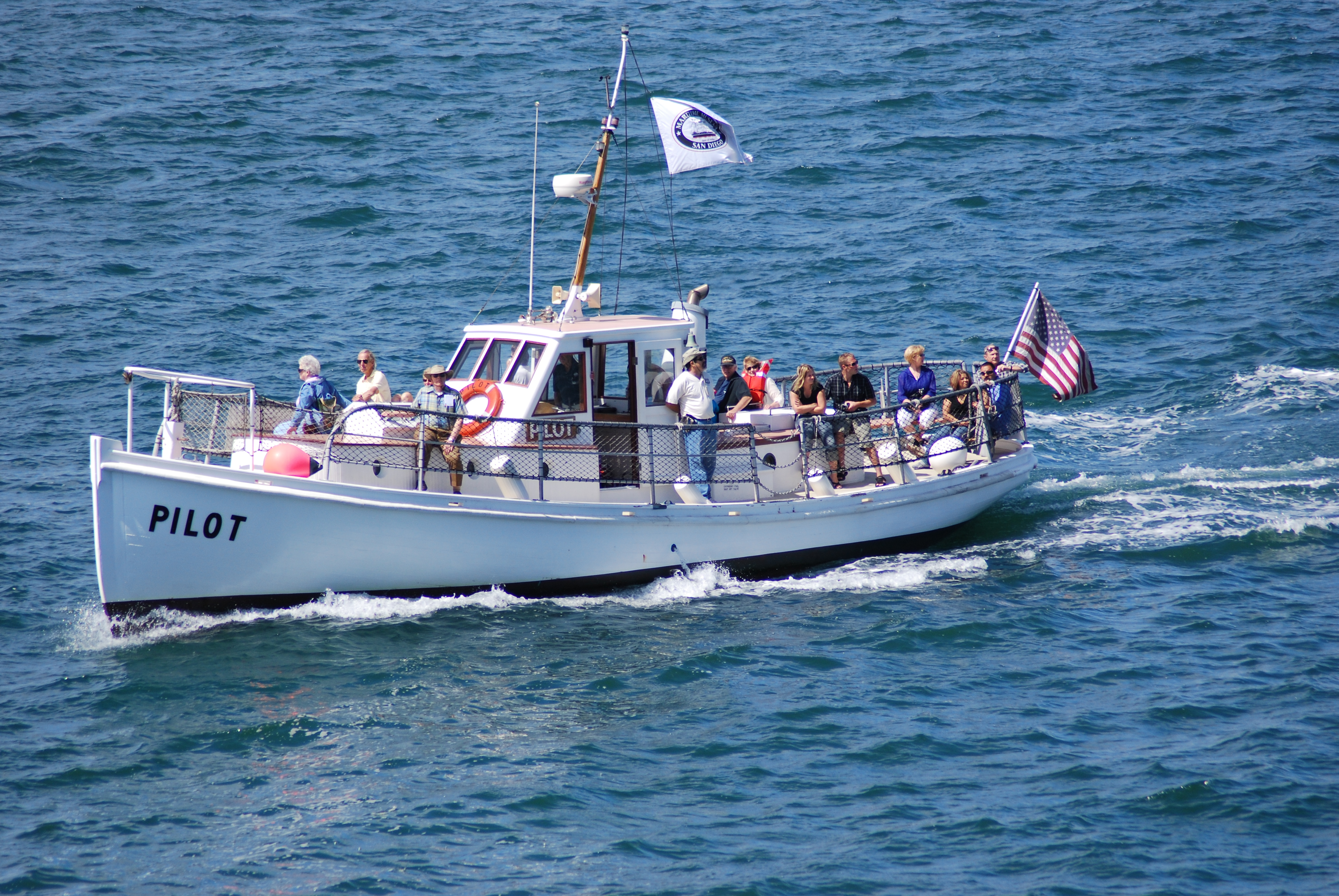